# ارنولد دنکر
آرنولد دنکر (انگلیسی: Arnold Denker)
آرنولد شلدون دینکر (20 فوریه 1914 - 2 ژانویه 2005) یک بازیکن شطرنج آمریکایی، استاد بزرگ و نویسنده شطرنج بود. او قهرمان شطرنج ایالات متحده در سالهای 1944 و 1946 بود.

در سال های بعد او در سازمان های مختلف شطرنج خدمت می کرد، از فدراسیون شطرنج ایالات متحده، از جمله در سال 2004، بالاترین افتخار "دین شطرنج آمریکا" را دریافت کرد.